# Providence, Alabama
Providence är en ort i Marengo County i delstaten Alabama, USA.